# Imigração portuguesa em França
Luso-francês ou português francês é um francês que possui ascendência portuguesa ou um português que reside em França.

## História

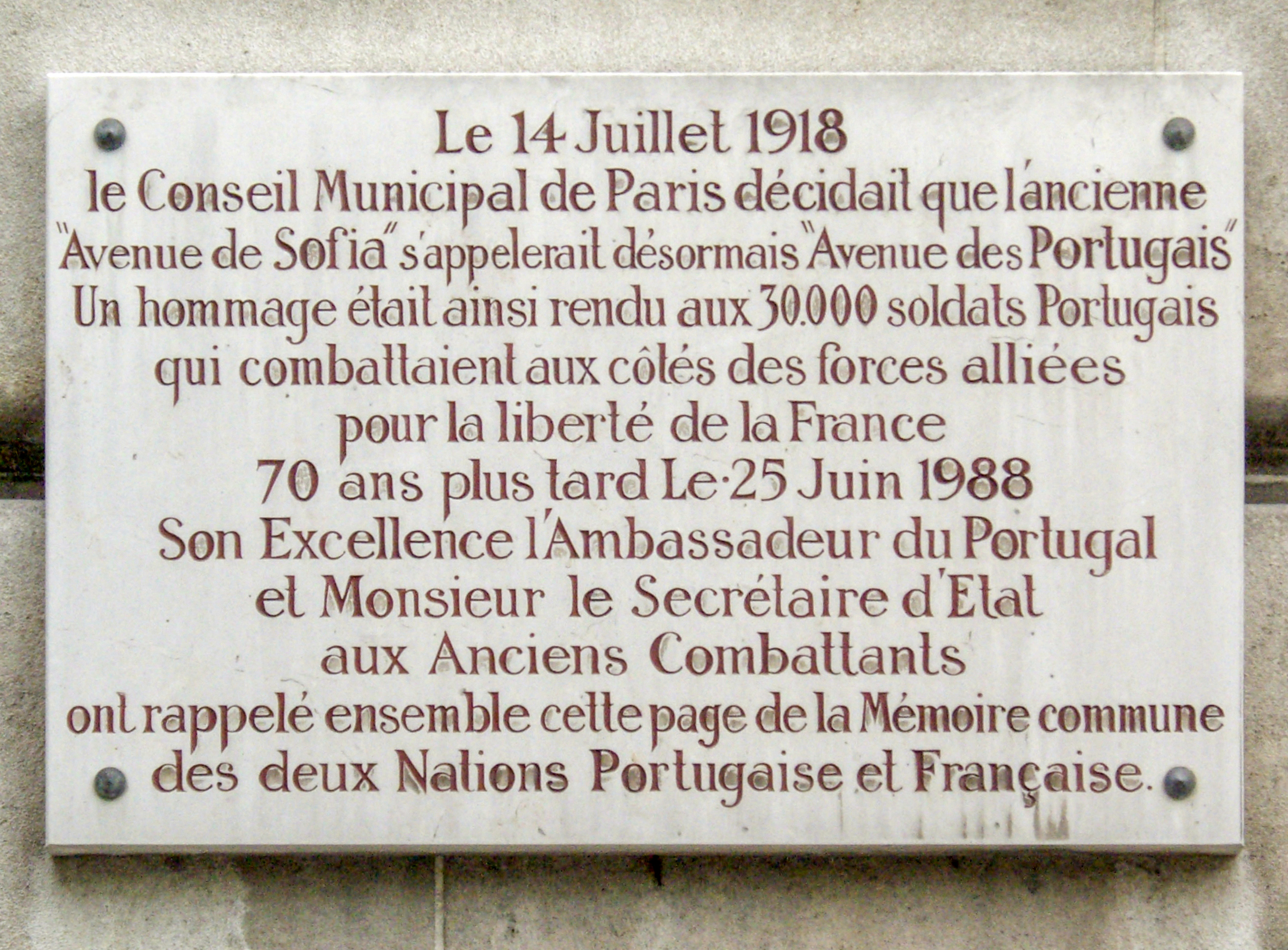
Placa comemorativa da avenue des Portugais (Avenida dos Portugueses) em Paris.

A 14 de julho de 1918, o Conselho Municipal de Paris nomeou a avenue de Sofia (Avenida de Sófia) para avenue des Portugais (Avenida dos Portugueses), em honra ao Corpo Expedicionário Português que lutou em França durante a Primeira Guerra Mundial.
A imigração portuguesa em França em massa iniciou-se em meados de 1950 e durante as décadas de 1960 e 1970, para fugir da ditadura salazarista. Muitos dos imigrantes instalavam-se em bairros de lata da região parisiense, em condições insalubres de extrema miséria. A maioria destas pessoas era analfabeta, camponeses e aldeões que se empregavam como operários desqualificados, empregados de limpeza ou da recolha do lixo.
Em Champigny-sur-Marne existiu o maior bidonville (favela)  da história de França e da França, ali residindo em barracas 15.000 pessoas.
Desde 2008 até 2014, tem registado significativos aumentos, sendo mesmo a maior de todos os tempos, devido à crise financeira que ocorreu em Portugal.

## Demografia
| Ano  | População nascida em Portugal | Migrantes | Registos consulares (Total de portugueses) | Outros dados |
| ---- | ----------------------------- | --------- | ------------------------------------------ | ------------ |
| 1959 | 20 000                        |           |                                            |              |
| 1970 | 700 000                       |           |                                            |              |
| 1990 | 798 837                       |           |                                            |              |
| 1995 | 600 000                       |           |                                            |              |
| 1999 | 454 488                       |           |                                            | 555 000      |
| 2004 | 124 977                       |           |                                            |              |
| 2005 | 567 000                       |           |                                            |              |
| 2006 | 490 000                       |           |                                            |              |
| 2007 | 576 084                       |           |                                            | 491 000      |
| 2008 | 580 240                       |           | 1 079 524                                  | 490 502      |
| 2009 | 585 000                       |           | 1 111 438                                  |              |
| 2010 | 588 276                       |           | 1 145 531                                  |              |
| 2011 | 500 891                       | 592 281   | 1 161 900                                  |              |
| 2012 | 599 333                       |           | 1 190 798                                  |              |
| 2013 | 644 206                       |           | 1 243 419                                  |              |
| 2017 |                               |           | 1 720 000                                  |              |

| Regiões    | Ilha de França | Ródano-Alpes, Auvérnia | Provença-Alpes-Costa Azul, Linguadoque-Rossilhão | Outras regiões |
| % do total | 36%            | 16%                    | 3%                                               | 45%            |